# جيري جويل
جيري جويل (Jerry Jewell) (إسمه الكامل جيري دين جويل (Jerry Dean Jewell)) هو مؤدي أصوات أمريكي ولد في 30 يوليو 1976 في ماكالستر، أوكلاهوما.

## أدواره في الأنمي

### مسلسلات أنمي تلفزيونية
- فروتس باسكت - كيو سوما
- فروتس باسكت (2019) - كيو سوما
- خيميائي الفولاذ - باري القاطع
- خيميائي الفولاذ: فل ميتال ألكيميست - باري القاطع
- يوري أون آيس - فيكتور نيكيفوروف
- فايري تايل - ليون فاستيا
- شيكي - ناتسونو يوكي
- كاشرن سينز - ديو
- كود:بريكر - يوكي تينبوين
- معركة الأبراج - أوساغي
- طاغية الحب - والد سيجي آينو
- أكاديميتي للأبطال - الناظر نيزو
- سرالفة النهاية - شينيا هيراغي
- سرالفة النهاية: معركة ناغويا - شينيا هيراغي
- بطولات أرسلان - غيف
- بطولات أرسلان: رقصة العاصفة الترابية - غيف
- المحقق كونان - سينشي كودو، كايتو كيد
- فري! - والد أسرة تاتشيبانا
- فري! Eternal Summer - موموتارو ميكوشيبا
- هجوم العمالقة - موبليت بيرنر
- هجوم العمالقة: الثانوية - موبليت بيرنر
- بلاك بلاد براذرز - زيلمان كلوك
- الفرسان والسحر - أوليفر بلومدال
- فصل الاغتيال - يوما إيسوغاي

### أنمي الإنترنت
- هيتاليا Axis Powers - روسيا

### أوفا أنمي
- إيسيكاي نو سيكيشي مونوغاتاري - كليف كليز

### أفلام أنمي
- المحقق كونان: العد التنازلي لناطحة السحاب - سينشي كودو

## وصلات خارجية
- جيري جويل على موقع IMDb (الإنجليزية)
- جيري جويل على موقع ميوزك برينز (الإنجليزية)
- جيري جويل على موقع كينوبويسك (الروسية)
- جيري جويل على موقع ANN person (الإنجليزية)